# Semecarpus kraemeri
Semecarpus kraemeri es una especie de planta en la familia Anacardiaceae. La especie fue descrita por Carl Adolf Georg Lauterbach.
Es un árbol de grandes dimensiones poco difundido. Esta especie es venenosa.  Posee grandes hojas oblongas, que se caracterizan por el patrón que toman sus venas, su parte inferior es de tono claro.
Es endémica de la isla de Chuuk en los Estados Federados de Micronesia. La especie de ave Rukia ruki que es endémica de la isla se cree depende de esta planta para sobrevivir.